# Linuparus trigonus
Linuparus trigonus är en kräftdjursart som först beskrevs av Von Siebold 1824.  Linuparus trigonus ingår i släktet Linuparus och familjen Palinuridae. IUCN kategoriserar arten globalt som livskraftig. Inga underarter finns listade i Catalogue of Life.

## Bildgalleri

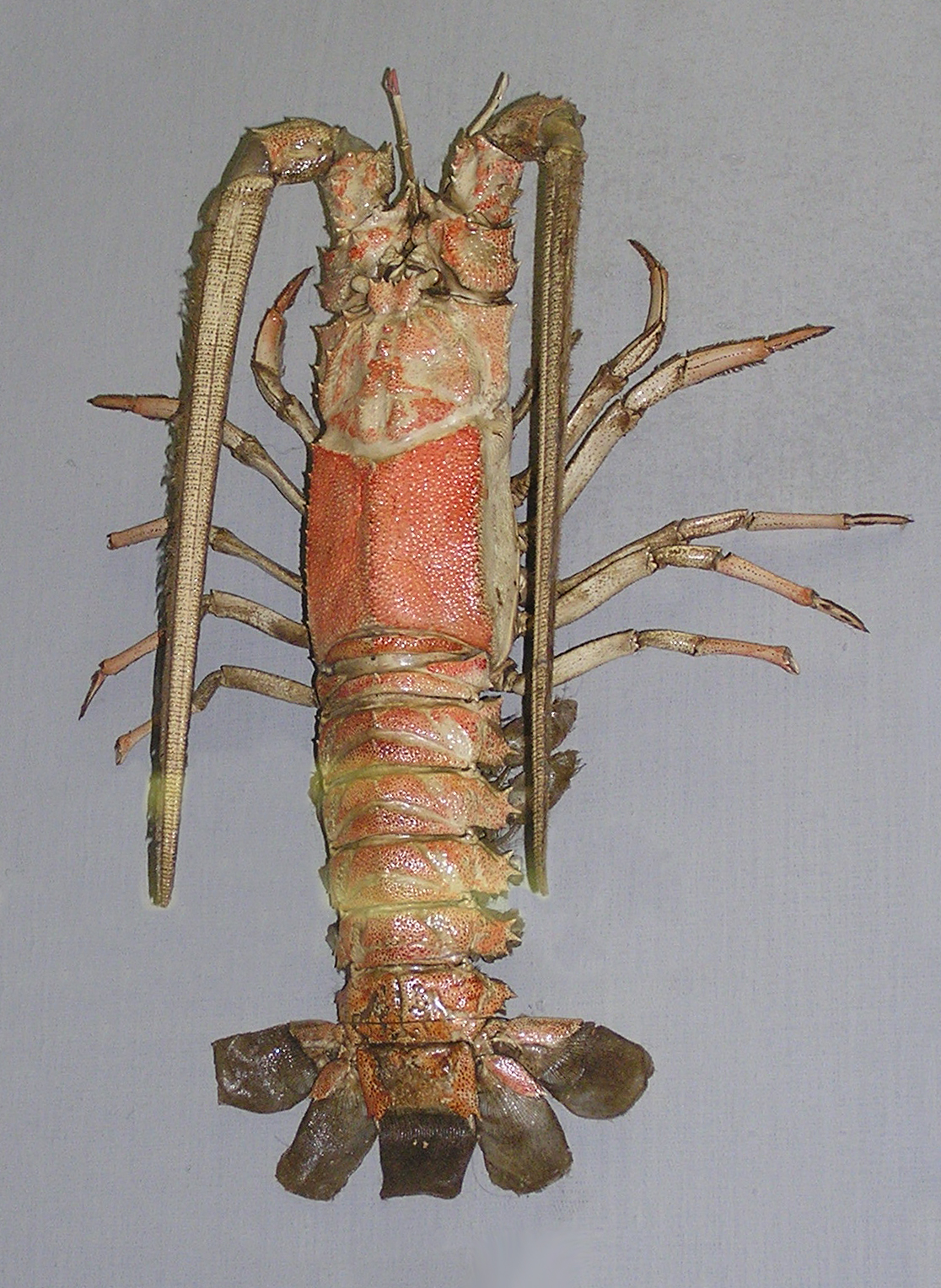
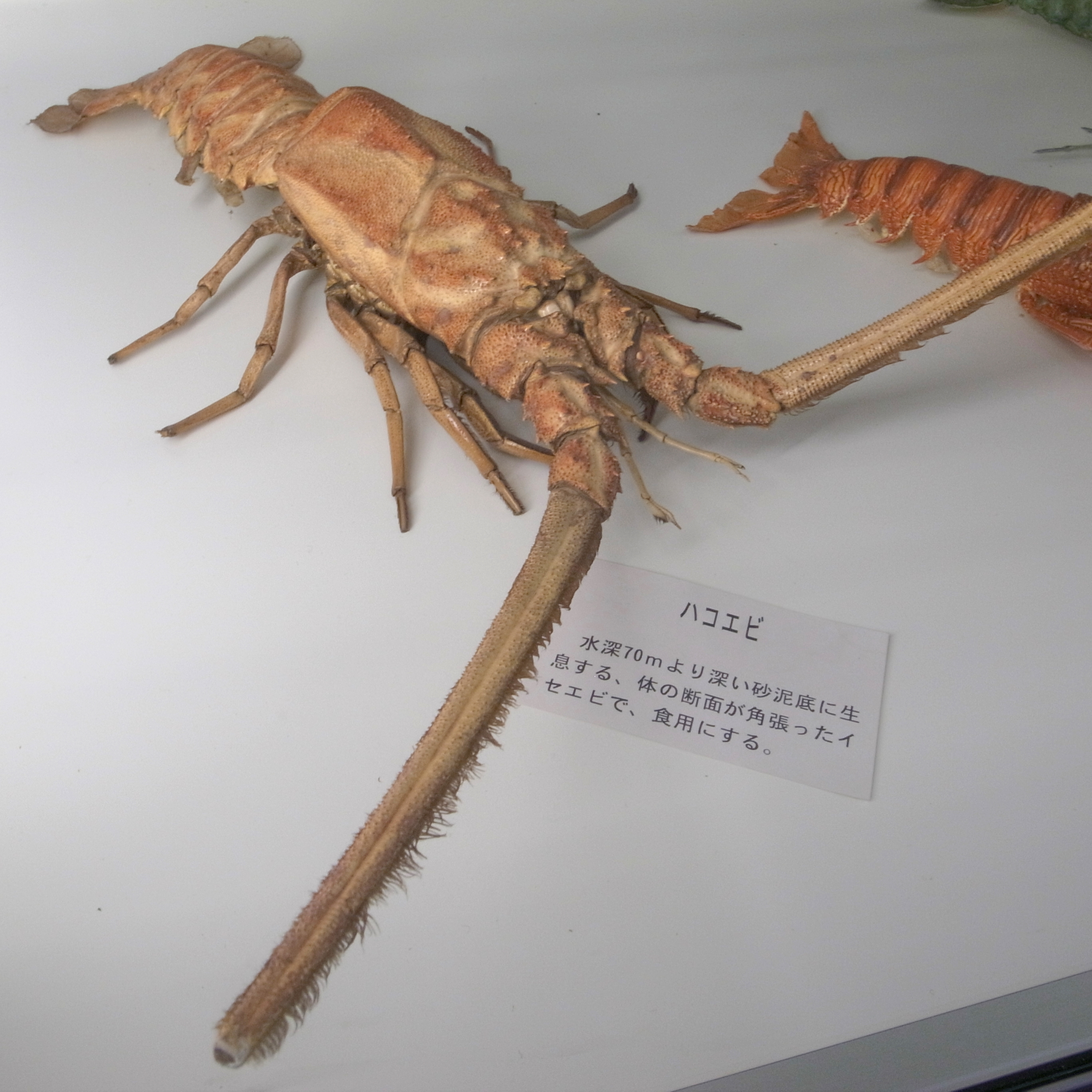